# Oliarus pachyceps
Oliarus pachyceps är en insektsart som beskrevs av Matsumura 1914. Oliarus pachyceps ingår i släktet Oliarus och familjen kilstritar. Inga underarter finns listade i Catalogue of Life.